# 聖米格爾伊斯塔瓦坎
聖米格爾伊斯塔瓦坎（西班牙語：San Miguel Ixtahuacán），是危地馬拉的城鎮，位於該國西南部，由聖馬科斯省負責管轄，面積184平方公里，海拔高度2,416米，2002年人口29,658，人口密度每平方公里161.18人。
15°15′N 91°45′W / 15.250°N 91.750°W